# Campionato del mondo femminile di scacchi 2011
Il campionato del mondo femminile di scacchi 2011 si è svolto a Tirana, in Albania, tra il 13 e il 30 novembre nella forma di un match tra la campionessa in carica Hou Yifan e Humpy Koneru; Hou Yifan ha conservato il suo titolo vincendo 5,5 a 2,5.

## Qualificazione
La sfidante di Hou Yifan è stata scelta attraverso il FIDE Women's Grand Prix, una serie di sei tornei giocati tra il 2009 e il 2011. 18 giocatrici hanno partecipato al Grand Prix, ognuna delle quali ha partecipato a quattro dei sei tornei; ogni torneo è stato un girone all'italiana tra dodici giocatrici, al termine del quale le partecipanti hanno ricevuto un punteggio in base alla posizione finale. Per determinare la classifica finale si è usata la somma dei tre migliori punteggi di ogni giocatrice.
Il Grand Prix è stato vinto dalla campionessa in carica Hou Yifan; la scelta della sua sfidante è quindi caduta sulla seconda classificata, l'indiana Humpy Koneru.

### Giocatrici
Le giocatrici qualificate per il Grand Prix sono state:
- le semifinaliste del mondiale 2010;
- le sei giocatrici con la media Elo più alta tra ottobre 2007 e ottobre 2008;
- due giocatrici nominate dal presidente della FIDE, tra le prime 40 del mondo;
- una giocatrice nominata dagli organizzatori di ciascun torneo, purché con un rating di almeno 2300 punti Elo.

### Tornei
I tornei sono stati giocati a:
- Istanbul (Turchia), 7-19 marzo 2009;
- Nanchino (Cina), 28 settembre-10 ottobre 2009
- Nal'čik (Russia), 26 aprile-7 maggio 2010
- Jermuk (Armenia), 24 giugno-5 luglio 2010
- Ulan Bator (Mongolia), 30 luglio-11 agosto 2010
- Doha (Qatar), 23 febbraio-5 marzo 2011

In ogni torneo, sono stati assegnati 160 punti al primo classificato, 130 al secondo, 110 al terzo, 90 al quarto e poi scalando 10 punti per ogni posizione. In caso di parità, i punti delle posizioni coinvolte sono stati divisi equamente tra le giocatrici.

### Risultati
Tra parentesi è indicato il risultato che non è conteggiato per il punteggio totale.
| Giocatrice           | Istanbul | Nanchino | Nal'čik | Jermuk | Ulan Bator | Doha | Punteggio |
| -------------------- | -------- | -------- | ------- | ------ | ---------- | ---- | --------- |
| Hou Yifan            | 120      | –        | 130     | (70)   | 160        | –    | 410       |
| Humpy Koneru         | 160      | –        | (70)    | –      | 93         | 145  | 398       |
| Nana Dzagnidze       | –        | 130      | 100     | 160    | –          | (80) | 390       |
| Tat'jana Kosinceva   | –        | –        | 160     | 130    | 93         | –    | 383       |
| Elina Danielian      | 120      | –        | (10)    | 93     | –          | 145  | 358       |
| Zhao Xue             | 90       | 110      | (40)    | –      | 93         | –    | 293       |
| Xu Yuhua             | –        | 160      | –       | (30)   | 60         | 55   | 275       |
| Marie Sebag          | 80       | 80       | –       | –      | (30)       | 110  | 270       |
| Antoaneta Stefanova  | 45       | –        | –       | 93     | 130        | (20) | 268       |
| Pia Cramling         | 65       | –        | 100     | (55)   | –          | 80   | 245       |
| Lilit Mkrtchian      | –        | 80       | 40      | 93     | –          | (35) | 213       |
| Majja Čiburdanidze   | 45       | –        | –       | (40)   | 70         | 80   | 195       |
| Batkhuyag Munguntuul | –        | 60       | 70      | –      | (20)       | 55   | 175       |
| Shen Yang            | (25)     | 60       | –       | 55     | 45         | –    | 160       |
| Zhu Chen             | –        | 30       | 70      | –      | 45         | (10) | 145       |
| Martha Fierro        | 65       | 20       | –       | (10)   | –          | 35   | 120       |
| Kovanova Baira       | –        | 40       | 40      | 20     | –          | –    | 100       |
| Ju Wenjun            | –        | 80       | –       | –      | –          | –    | 80        |
| Betul Cemre Yildiz   | 10       | 10       | 20      | –      | (10)       | –    | 40        |
| Zeinab Mamedyarova   | 25       | –        | –       | –      | –          | –    | 25        |

## Campionato del mondo
Il campionato del mondo si è giocato al meglio delle dieci partite a tempo di riflessione lungo: per esse erano previsti 90 minuti per le prime 40 mosse, 30 minuti per finire e 30 secondi di incremento dopo ogni mossa. Il match si è tuttavia concluso dopo otto partite, in quanto Hou Yifan aveva già vinto matematicamente.
In caso di parità erano previste partite di spareggio con un tempo di riflessione più corto: due coppie di semilampo, due lampo e infine, in caso di ulteriore parità, una partita Armageddon.
|                       | 1 | 2 | 3 | 4 | 5 | 6 | 7 | 8 | 9 | 10 | Totale |
| Hou Yifan ( Cina)     | ½ | ½ | 1 | ½ | ½ | 1 | 1 | ½ | - | -  | 5,5    |
| Humpy Koneru ( India) | ½ | ½ | 0 | ½ | ½ | 0 | 0 | ½ | - | -  | 2,5    |